# 수막염
수막염(髓膜炎, 영어: meningitis)은 뇌의 수막에 생기는 염증을 말한다. 뇌수막염(腦髓膜炎)이라고도 한다.

## 원인
뇌수막염의 원인으로는 바이러스성, 박테리아성, 결핵성이 있으며 이 중 박테리아성 뇌수막염은 가장 치명적이다. 비교적 더디게 병세가 진행하며 척추 골수와 뇌막에 인플루엔자균ㆍ수막염균ㆍ폐렴균ㆍ대장균 등 화농균의 침투로 인해 발생하며 심할 경우 심각한 후유증을 남기기도 한다. 바이러스성 수막염은 여름과 가을에 주로 발병하고 가장 흔한 편인데, 증상이 가벼운 편이라 대개 저절로 낫는 경우가 많지만 심한 경우 3~5일 병원 입원 치료를 해야 하는 경우가 발생하기도 한다. 또 결핵성 수막염은 G접종으로 예방하며 페니실린계열 약품, 항결핵제로 치료할 수 있다.

## 증상
뇌수막염은 뇌와 연수를 싸는 결합 조직의 막 즉, 뇌와 연수를 덮고 있는 보호 점막(수막)의 급성 염증이다. 가장 흔한 증상은 발열, 두통, 목의 경직이며 다른 증상으로는 혼란 또는 의식의 다른 반응, 구토, 빛이나 시끄러운 소리를 견딜 수 없는 증세가 있다. 어린 아이들은 종종 과민, 졸림, 또는 먹지 않으려는 증상을 보인다. 피부에 발진이 생길 수 있으며 발진이 존재하는 경우, 바이러스성 수막염의 가능성이 있는 것으로 본다. 또한 뇌염이나 뇌농양으로 번질 수도 있기 때문에 등허리뼈나 목뼈, 척추뼈에 통증을 느끼기도 한다. 일반적으로 여름에 가장 많이 발병하며 특히 3~6세의 어린아이에게 많이 나타난다.